# رونيوية ذروية
رونيوية ذروية (الاسم العلمي: Runella zeae) هي نوع من البكتيريا، سلبية الغرام، تتبع جنس رونيوية.